# Dušan Borko
Dušan Borko (* 17. října 1958 Handlová) je bývalý slovenský fotbalista, útočník, reprezentant Československa. Za československou reprezentaci odehrál roku 1982 jedno utkání (přátelský zápas s Brazílií). V lize odehrál 199 utkání a dal 56 gólů. Hrál za Plastiku Nitra (1979–1990). Dvakrát nastoupil v evropských pohárech.